# Кленовый (Оренбургская область)
Кленовый  — посёлок в Сорочинском городском округе Оренбургской области России.

## География
Находится в западной части региона, в пределах возвышенности Общий Сырт, в степной зоне, при реке Самара. 

## История
В 1966 г. Указом Президиума ВС РСФСР посёлок Гамалеевского лесопитомника переименован в Кленовый.
До 1 июня 2015 года посёлок входил в Бурдыгинский сельсовет Сорочинского района. После упразднения обоих муниципальных образований посёлок в составе Сорочинского городского округа.

## Население
| 2010 |
| ---- |
| 68   |

### Национальный состав
Согласно результатам переписи 2002 года, в национальной структуре населения русские составляли 86 % из 91 человек. 

## Инфраструктура
Основой экономики  было выращивание плодово-ягодной сельхозпродукции.

## Транспорт
В пешей доступности остановочный пункт 1367 километр.